# Charles Ingabire
Charles Ingabire (assassinat el 30 de novembre de 2011) va ser un periodista ruandès i editor del web de notícies en Kinyarwanda Inyenyeri News.
Fugit del genocidi de Ruanda de 1994 va treballar a Kigali pel setmanari de l'oposició Umoco fins que es va prohibir la seva publicació. En 2007 es va instal·lar a Kampala (Uganda), on va treballar com a corresponsal del setmanari ruandès Umuvugizi. També va fundar el lloc web de notícies Inyenyeri News, molt crític amb el govern ruandès de Paul Kagame. Va obtenir l'estatut de refugiat a Uganda.
De 2007 a 2011 va viure a Kampala on va fer crítica al govern ruandès. A l'octubre de 2011, va ser atacat per homes que li van ordenar que tanqués el seu lloc web. Després de dues setmanes d'hospitalització va continuar amb el seu treball. L'1 de desembre de 2011, sobre les dues del matí, va rebre dos trets a l'abdomen per "múltiples atacants" a la sortida d'un bar als afores de Kampala, a l'edat de 32 anys.
Els opositors al govern han relacionat l'assassinat d'Ingabire i els d'André Kagwa Rwisereka (polític) i Jean-Léonard Rugambage (periodista), tots dos molt crítics del govern de Kagame i assassinats el 2010. Per Human Rights Watch, l'assassinat "forma part d'un patró de repressió de periodistes independents, membres de partits de l'oposició i activistes de la societat civil a Ruanda ben documentats". El govern de Ruanda nega la seva participació i descriu Ingabire com un estafador que va escapar de la presó el 2006 després d'haver estat condemnat per malversació. Kigali afirma que Ingabire també va robar als orfes i a una organització de supervivents del genocidi, i que "probablement va ser assassinat per aquest motiu".